# Sita Vermeulen
Pour les articles homonymes, voir Sita et Vermeulen.
Ne doit pas être confondu avec Sitta.
Sita Maria Vermeulen, née le 8 juin 1980 à Ilpendam, est une chanteuse néerlandaise, devenue célèbre grâce à l'émission Starmaker (nl) (équivalent de Star Academy).

## Biographie
En 2001, Sita participe à Starmaker et chante avec les autres participants dans le groupe K-otic. Leur plus grand succès est Damn (I Think I love You). En 2001, elle entame une carrière en solo.
En 2003 elle chante la chanson Le Chemin avec Kyo. Après ce titre, elle décide de chanter en français, elle a en effet appris la langue de Molière et écrit un album spécialement pour les francophones. En mars 2004, l'album L'envers du décor sort en France ; il contient 4 chansons en français. Ses titres les plus connus sont : L'envers du décor, Hello, Happy et Selfish.
En 2006, elle présente le programme The Max sur Jetix, une chaîne néerlandaise. Elle reprend la musique en 2009 avec le duo sita&yes-r.

## Discographie

### Happy(2002)
1. Happy (4:07)
2. Jerk (4:09)
3. Selfish (3:58)
4. Hello (3:02)
5. I Surrender (3:48)
6. The World Goes Round (3:59)
7. You Make Me Feel (Like Myself) (2:58)
8. Twisted (5:08)
9. Backseat (4:01)
10. Strong Winds (4:33)
11. Everything (3:44)
12. Whenever (4:27)

### Come With Me(2003)
1. Come With Me
2. Popstar
3. Every Little Thing You Do
4. My Kitchen
5. Hold Me For A Moment
6. Red Guitar
7. Even As Your Friend
8. Gravity
9. A Million Stars
10. Weak
11. With You
12. I Draw The Line
13. Le Chemin (feat. Kyo)

### L'envers Du Décor(2004)
1. Ce Qui Nous Rend Fous
2. Hello
3. L'envers Du Décor
4. Red Guitar
5. Si On Court
6. Rien A Perdre
7. Jerk
8. Selfish
9. With You
10. Come With Me
11. My Kitchen
12. Bizarre Love Triangle
13. Happy